# Pyre
Pyre est un jeu vidéo mêlant action-RPG et jeu de sport développé et édité par Supergiant Games, sorti en 2017 sur Windows, Mac, Linux et PlayStation 4.

## Accueil
- IGN : 9,7/10[1]
- Jeuxvideo.com : 17/20[2]